# Corystes (Schiff)
Die Corystes ist ein britisches Forschungsschiff. Es wird vom Agri-Food and Biosciences Institute in Belfast in erster Linie in den nordirischen Küstengewässern und der Irischen See für Fischerei- und Meeresforschung eingesetzt. Bereedert wird das Schiff von Heyn Engineering. Namensgeber des in Belfast stationierten Schiffes ist die Maskenkrabbe (Corystes cassivelaunus).

## Geschichte
Das Schiff wurde 1988 unter der Baunummer 571 auf der Werft Ferguson Ailsa in Troon, Schottland, für das Centre for Environment, Fisheries and Aquaculture Science (CEFAS) gebaut. Die Kiellegung fand am 11. November 1985, der Stapellauf am 11. August 1986 statt. Am 31. Januar 2005 ging das Schiff an das Department of Agriculture and Rural Development for Northern Island (DARD) und löste das ältere Forschungsschiff Lough Foyle ab.

## Technische Daten und Ausstattung
Der Antrieb des Schiffes erfolgt dieselelektrisch. Für die Stromversorgung der Antriebsmotoren stehen zwei Generatoren zur Verfügung, die von zwei Achtzylinder-Dieselmotoren des Typs Allen S12 mit zusammen 2.000 kW Leistung angetrieben werden. Weitere Generatorsätze versorgen das Bordnetz. Die Antriebsmotoren wirken auf einen Propeller mit Beckerruder. Das Schiff ist mit einer Propellergondel als Querstrahlsteueranlage ausgerüstet, die von einem Motor mit 450 kW Leistung angetrieben wird. Das Schiff erfüllt die Vorgaben des International Council for the Exploration of the Sea in Bezug auf das Emittieren von Unterwasserschall (ICES 209).
Für die Forschung verfügt das Schiff u. a. über mehrere Echolot- und Sonaranlagen sowie Winden für die Schleppnetzfischerei und für verschiedene Geräte. Es kann auch für die Vermessung des Meeresbodens eingesetzt werden. Das Schiff verfügt über zwei Moonpools und ist für den Einsatz von ROV ausgerüstet.
Am Heck des Schiffes befindet sich ein schwenkbarer Heckgalgen mit 7 t (SWL) Hebekapazität. Ein weiteres, schwenkbares Hebewerkzeug mit 2 t (SWL) Kapazität befindet sich auf der Steuerbordseite. Darüber hinaus ist das Schiff mit drei Arbeitskranen ausgestattet, die jeweils 1 t heben können. Zwei der Krane befinden sich im Achterschiffsbereich, einer im Vorschiffsbereich. Ein weiterer Kran dient dem Aussetzen und Einholen des Arbeitsbootes, das auf den vorderen Aufbauten des Schiffes mitgeführt wird.
Für die Forschung sind mehrere Labor- und Kontrollräume eingerichtet. Die offene Arbeitsfläche im Achterschiffsbereich ist 250 m² groß. An Deck kann ein 20-Fuß-Container gestaut werden.
An Bord ist Platz für 16 Besatzungsmitglieder und 11 Wissenschaftler. Für die Wissenschaftler stehen neun Kabinen zur Verfügung.
Das Schiff kann bis zu 20 Tage auf See bleiben und dabei bis zu 9000 Seemeilen zurücklegen.